# Трипільська вулиця (Київ)
Трипільська ву́лиця — вулиця в Дарницькому районі міста Києва, селище Бортничі. Пролягає від вулиці Євгенія Харченка до Заплавної вулиці. 
Прилучаються вулиця Йоганна Вольфганга Ґете та Акацієвий провулок.

## Історія
Вулиця сформувалася в 1-й третині XX століття, мала назву Комуністична.
У березні — травні 2015 року Київська міська державна адміністрація провела громадське обговорення щодо перейменування вулиці на честь Д. В. Воєводіна (1923–2015), мешканця с. Бортничі, депутата Бортницької сільради. Враховуючи результати громадського обговорення та звернення мешканців вулиці комісія з питань найменувань при Київському міському голові рекомендувала перейменувати вулицю на Трипільску.
Сучасна назва  на честь села Трипілля на Київщині — з 2016 року.